# Agterstavnen
Agterstavnen eller Agterskibet (Puppis) er et stjernebillede på den sydlige himmelkugle.
Koordinater:  07h 30m 00s, −30° 00′ 00″
| Astronomi | Spire Denne artikel om astronomi er en spire som bør udbygges. Du er velkommen til at hjælpe Wikipedia ved at udvide den. |